# Polystachya bipoda
Polystachya bipoda är en orkidéart som beskrevs av Tariq Stévart. Polystachya bipoda ingår i släktet Polystachya och familjen orkidéer. Inga underarter finns listade i Catalogue of Life.